# Pago del Vallo di Lauro
Pago del Vallo di Lauro község (comune) Olaszország Campania régiójában, Avellino megyében.

## Fekvése
A megye nyugati részén fekszik. Határai: Domicella, Lauro, Marzano di Nola, Taurano és Visciano.

## Története
A település már a rómaiak idejében létezett (Pernosano területe). A középkor során hűbéri birtok volt. A 19. században nyerte el önállóságát, amikor a Nápolyi Királyságban felszámolták a feudalizmust.

## Népessége
A népesség számának alakulása:

## Főbb látnivalói
- Santa Maria Costantinopoli-templom
- San Lorenzo Martire-templom
- Santa Maria Assunta-templom
- Maria Santissima dei Carpinelli-templom